# 江苏薹草
江苏薹草（学名：Carex kiangsuensis）是莎草科薹草属的植物，为中国的特有植物。分布于中国大陆的安徽、江苏等地，一般生于山坡林缘或路边草丛中，目前尚未由人工引种栽培。